# Nedvědice
Nedvědice – miasteczko (městys) i gmina (obec) w Czechach, w kraju południowomorawskim, w powiecie Brno. W 2022 roku liczyła 1289 mieszkańców.
Na terenie gminy znajduje się zamek Pernštejn.